# Tom Wilkinson
Pour les articles homonymes, voir Wilkinson.
Tom Wilkinson est un acteur britannique né le 5 février 1948 à Leeds (Yorkshire de l'Ouest) et mort le 30 décembre 2023 à Londres.

## Biographie

### Jeunesse et formation
Thomas Jeffery Wilkinson naît à Leeds. Jeune, il part avec sa famille au Canada avant de revenir en Angleterre où il est diplômé de l’université du Kent. Il rejoint ensuite la Royal Academy of Dramatic Art. Il vit à Londres avec sa femme, Diana Hardcastle, également actrice, et ses deux enfants, Alice et Mollie.

### Carrière
Tom Wilkinson débute à la télévision dans le milieu des années 1970, et travaille sur diverses séries britanniques. Il est remarqué en 1994 pour son rôle de Seth Pecksniff dans une adaptation par la BBC du roman Martin Chuzzlewit de Charles Dickens. Il fait quelques apparitions au cinéma avant de participer au film The Full Monty en 1997.
Ce succès est suivi par Oscar et Lucinda, Oscar Wilde, Shakespeare in Love, The Patriot, Eternal Sunshine of the Spotless Mind, L'Exorcisme d'Emily Rose, Batman Begins, In the Bedroom, Separate Lies, Le Rêve de Cassandre, et Walkyrie véritable histoire de l'attentat manqué contre Adolf Hitler, où il est Friedrich Fromm.
En 2012, il prête sa voix à l'inspecteur Pendrew dans le jeu vidéo Sleeping Dogs du studio United Front Games.

### Vie privée
Tom Wilkinson a épousé l'actrice Diana Hardcastle en 1988, avec qui il a eu deux enfants.

### Mort
Tom Wilkinson meurt un 30 décembre, soit deux jours avant le Nouvel An 2024, à son domicile londonien, à l'âge de 75 ans, entouré de sa femme et ses enfants.

## Filmographie

### Cinéma
- 1976 : Smuga cienia d'Andrzej Wajda : Ransome
- 1984 : Parker de Jim Goddard (en) : Tom
- 1985 : Wetherby de David Hare : Roger Braithwaite
- 1985 : Sylvia de Michael Firth (en) : Keith Henderson
- 1990 : Paper Mask de Christopher Morahan : le docteur Thorn
- 1993 : Au nom du père (In the Name of the Father) de Jim Sheridan : le procureur
- 1994 : Le Prince de Jutland (Prince of Jutland) de Gabriel Axel : Hardvendel
- 1994 : D'une femme à l'autre (A Business Affair) de Charlotte Brandstrom : Bob
- 1994 : Prêtre (Priest) d'Antonia Bird : le père Matthew Thomas
- 1995 : Raison et sentiments (Sense and sensibility) d'Ang Lee : Dashwood
- 1996 : L'Ombre et la Proie (The Ghost and the Darkness) de Stephen Hopkins : Robert Beaumont
- 1997 : Smilla (Smilla's Sense of Snow) de Bille August : le professeur Loyen
- 1997 : The Full Monty : Le Grand Jeu (The Full Monty) de Peter Cattaneo : Gerald
- 1997 : Oscar Wilde (Wilde) de Brian Gilbert : le marquis de Queensberry
- 1997 : Oscar et Lucinda (Oscar and Lucinda) de Gillian Armstrong : Hugh Stratton
- 1998 : The Governess de Sandra Goldbacher : Charles Cavendish
- 1998 : Rush Hour de Brett Ratner : Juntao (Thomas Griffin)
- 1998 : Jilting Joe de Dan Zeff : Wyatt
- 1998 : Shakespeare in Love de John Madden : Hugh Fennyman
- 1999 : Father Damien (Molokai: The Story of Father Damien) de Paul Cox : le frère Joseph Dutton
- 1999 : Chevauchée avec le diable (Ride with the Devil) d'Ang Lee : Orton Brown
- 1999 : The Patriot de Roland Emmerich : Sir Charles Cornwallis
- 1999 : Essex Boys de Terry Winsor : John Dyke
- 1999 : Chain of Fools de Pontus Löwenhielm et Patrick von Krusenstjerna : Bollingsworth
- 2001 : In the Bedroom de Todd Field : Matt Fowler
- 2001 : Another Life de Philip Goodhew : Carlton
- 2001 : Le Chevalier Black (Black Knight) de Gil Junger : Sir Knolte of Marlborough
- 2002 : L'Importance d'être Constant (The Importance of Being Earnest) d'Oliver Parker : le docteur Frederick Chasuble
- 2002 : Before You Go de Lewis Gilbert : Frank
- 2003 : La Jeune Fille à la perle (Girl with a Pearl Earring) de Peter Webber : Pieter van Ruijven
- 2004 : Si seulement... (If Only) de Gil Junger : le chauffeur de taxi
- 2004 : Eternal Sunshine of the Spotless Mind de Michel Gondry : le docteur Howard Mierzwiak
- 2004 : Stage Beauty de Richard Eyre : Betterton
- 2004 : La Séductrice (A Good Woman) de Mike Barker : Tuppy
- 2004 : Piccadilly Jim (en) de John McKay (en) : Bingley Crocker
- 2005 : Batman Begins de Christopher Nolan : Carmine Falcone
- 2005 : L'Exorcisme d'Emily Rose (The Exorcism of Emily Rose) de Scott Derrickson : le père Richard Moore
- 2005 : Separate Lies de Julian Fellowes : James Manning
- 2005 : Mr Ripley et les Ombres (Ripley Under Ground) de Roger Spottiswoode : John Webster
- 2006 : The Night of the White Pants d'Amy Talkington : Max Hagan
- 2006 : Last Kiss (The Last Kiss) de Tony Goldwyn : Stephen
- 2007 : Dedication de Justin Theroux : Rudy Holt
- 2007 : Le Rêve de Cassandre (Cassandra's Dream) de Woody Allen : Howard, l'oncle fortuné
- 2007 : Michael Clayton de Tony Gilroy : Arthur Edens
- 2008 : RocknRolla de Guy Ritchie : Lenny Cole
- 2008 : Walkyrie (Valkyrie) de Bryan Singer : Generaloberst Friedrich Fromm
- 2009 : Duplicity de Tony Gilroy : Howard Tully
- 2009 : 44 Inch Chest de Malcolm Venville : Archie
- 2010 : The Ghost Writer de Roman Polanski : Paul Emmett
- 2010 : Jackboots on Whitehall d'Edward McHenry et Rory McHenry : Albert / Goebbels (voix)
- 2011 : L'Affaire Rachel Singer (The Debt) de John Madden : Stefan
- 2011 : La Conspiration (The Conspirator) de Robert Redford : Reverdy Johnson
- 2011 : Cadavres à la pelle (Burke and Hare) de John Landis : le docteur Knox
- 2011 : The Green Hornet de Michel Gondry : Jack Reid
- 2011 : Indian Palace (The Best Exotic Marigold Hotel) de John Madden : Graham
- 2011 : Mission impossible : Protocole Fantôme (Mission: Impossible: Ghost protocol) de Brad Bird : Theodore Brassel
- 2012 : The Samaritan de David Weaver : Xavier
- 2013 : Lone Ranger : Naissance d'un héros (The Lone Ranger) de Gore Verbinski : Latham Cole
- 2013 : Belle d'Amma Asante : William Murray
- 2013 : Felony de Matthew Saville : l'inspecteur Carl Summer
- 2014 : The Grand Budapest Hotel de Wes Anderson : l'auteur, âgé
- 2014 : Dangerous People (Good People) de Henrik Ruben Genz : D. I. Halden
- 2015 : Selma d'Ava DuVernay : Lyndon B. Johnson
- 2015 : Jet Lag de Ken Scott : Timothy McWinters
- 2015 : Bone in the Throat de Graham Henman : Charlie
- 2015 : Little Boy d'Alejandro Monteverde : Fr. Oliver
- 2015 : Marions-nous ! (Jenny's Wedding) de Mary Agnes Donoghue : Eddie
- 2016 : Un choix (The Choice) de Ross Katz : Dr Shep
- 2016 : Snowden d'Oliver Stone : Ewen MacAskill
- 2016 : Le Procès du siècle (Denial) de Mick Jackson : Richard Rampton
- 2016 : Le Merveilleux Jardin secret de Bella Brown (This Beautiful Fantastic) de Simon Aboud : Alfie Stephenson
- 2018 : Titan (The Titan) de Lennart Ruff : Martin Collingwood
- 2018 : The Happy Prince de Rupert Everett : Fr Dunne
- 2018 : Burden d'Andrew Heckler : Tom Griffin
- 2018 : The Catcher Was a Spy de Ben Lewin : Paul Scherrer
- 2021 : SAS: Rise of the Black Swan : William Lewis
- 2022 : La Ruse (Operation Mincemeat) de John Madden

### Télévision

#### Téléfilms
- 1979 : Crime et Châtiment (Crime and Punishment) de Michael Darlow : un cadet
- 1984 : Squaring the Circle de Mike Hodges : Rulewski
- 1984 : Sharma and Beyond de Brian Gilbert : Vivian
- 1984 : Sakharov de Jack Gold
- 1988 : Sometime in August de John Glenister : le docteur Webb
- 1988 : Les Windsor : La Force d'un amour (The Woman He Loved) de Charles Jarrott : Ernest Simpson
- 1988 : Journal d'Anne Frank (The Attic: The Hiding of Anne Frank) de John Erman  : Karl Silberbauer
- 1989 : First and Last d'Alan Dossor : Stephen
- 1991 : Suspect numéro 1 (Prime Suspect) de Christopher Menaul : Peter Rawlins
- 1992 : Resnick: Lonely Hearts de Bruce MacDonald : l'inspecteur Charlie Resnick
- 1993 : An Exchange of Fire de Tony Bicât : le président Slajek
- 1993 : Resnick: Rough Treatment de Peter Smith : l'inspecteur Charlie Resnick
- 1994 : All Things Bright and Beautiful de Barry Devlin : le père McAteer
- 1994 : A Very Open Prison  : le secrétaire de maison
- 1994 : Le Prince de Jutland (Prince of Jutland) de Gabriel Axel : Hardvendel
- 1996 : Crossing the Floor de Guy Jenkin : David Hanratty
- 1996 : Eskimo Day de Piers Haggard : Hugh
- 1997 : Mariage à l'amiable (Jilting Joe) de Dan Zeff : Wyatt
- 1997 : Cold Enough for Snow de Piers Haggard : Hugh Lloyd
- 1999 : David Copperfield de Simon Curtis : le narrateur
- 2002 : Churchill : Pour l'amour d'un empire (The Gathering Storm) de Richard Loncraine : Sir Robert Vansittart
- 2002 : An Angel for May de Harley Cokliss : Sam Wheeler
- 2003 : Normal de Jane Anderson : Roy « Ruth » Applewood
- 2008 : Recount de Jay Roach : James Baker
- 2008 : A Number de James MacDonald : Salter

#### Séries télévisées
- 1983 : All for love (ép. 2.4)
- 1983 : Spyship : Martin Taylor
- 1984 : Strangers and Brothers : George Passant (ép. 1.1-2)
- 1985 : Travelling Man (ép. 2.5)
- 1985 : Happy Families : Jack (ép. 1.2)
- 1986 : First Among Equals de John Gorrie : Raymond Gould
- 1988 : Inspecteur Wexford (The Ruth Rendell Mysteries) : Robert Hathall (ép. 2.4-6)
- 1990 : Inspecteur Morse (Inspector Morse) : Jake Normington (ép. 4.1)
- 1990 : TECX : Hugo Gillon (ép. 1.2)
- 1990 : Force de frappe (Counterstrike), épisodes Le Disparu de San Pedro et

Pour l'amour de l’art (1.2-4) 
- 1991 : Les Règles de l'art (Lovejoy) : Ashley Wilkes (ép. 2.6)
- 1992 : Underbelly : Paul Manning
- 1993 : Stay Lucky : Allon (ép. 4.7)
- 1994 : Alleyn Mysteries : Gerald Lacklander
- 1994 : Shakespeare: The Animated Tales : Buckingham (voix)
- 1994 : Martin Chuzzlewit : Seth Pecksniff (5 épisodes)
- 1995 : Performance : Duke Vincentio (1 épisode)
- 2008 : John Adams de Tom Hooper : Benjamin Franklin (ép. 2-3-4)
- 2011 : Les Kennedy (The Kennedys) de Jon Cassar : Joseph Patrick Kennedy
- 2020 : Belgravia : Peregrine Bellasis
- 2023 : The Full Monty, la série (The Full Monty) : Gerald Cooper

## Jeux vidéo
- 2012 : Sleeping Dogs : l'inspecteur Pendrew

## Distinctions
- 2004 : Officier de l'ordre de l'Empire britannique.

### Récompenses
- British Academy Film Awards 1998 : Meilleur acteur dans un second rôle pour The Full Monty
- Screen Actors Guild Awards 1998 : Meilleure distribution pour The Full Monty : Le Grand Jeu partagé avec Mark Addy, Paul Barber, Robert Carlyle, Deirdre Costello, Steve Huison, Bruce Jones, Lesley Sharp, Wim Snape, Hugo Speer et Emily Woof

- Screen Actors Guild Awards 1999 : Meilleure distribution pour Shakespeare in Love partagé avec Ben Affleck, Simon Callow, Jim Carter, Martin Clunes, Judi Dench, Joseph Fiennes, Colin Firth, Gwyneth Paltrow, Geoffrey Rush, Antony Sher, Imelda Staunton et Mark Williams

- New York Film Critics Circle Awards 2001 : Meilleur acteur pour In the Bedroom
- Festival du film de Sundance 2001 : Prix spécial du jury pour In the Bedroom partagé avec Sissy Spacek

- Film Independent's Spirit Awards 2002 : meilleur acteur pour In the Bedroom

- Washington DC Area Film Critics Association Awards 2004 : meilleure distribution pour Eternal Sunshine of the Spotless Mind partagé avec Jim Carrey, Kate Winslet, Kirsten Dunst, Mark Ruffalo et Elijah Wood

- EDA Awards 2007 : meilleur acteur dans un second rôle pour Michael Clayton
- Satellite Awards 2007 : Meilleur acteur dans un second rôle pour Michael Clayton

- London Critics Circle Film Awards 2008 : acteur britannique de l'année dans un second rôle pour Michael Clayton
- Primetime Emmy Awards 2008 : Meilleur acteur dans un second rôle dans une mini-série ou un téléfilm pour John Adams

- Golden Globes 2009 : Meilleur acteur dans un second rôle dans une série, une mini-série ou un téléfilm pour John Adams

- San Diego Film Critics Society Awards 2010 : Meilleure distribution pour 44 Inch Chest partagé avec Ray Winstone, Ian McShane, John Hurt, Stephen Dillane, Joanne Whalley, Melvil Poupaud et Steven Berkoff

- Detroit Film Critics Society Awards 2014 : Meilleure distribution pour The Grand Budapest Hotel partagé arec Ralph Fiennes, F. Murray Abraham, Mathieu Amalric, Adrien Brody, Willem Dafoe, Jeff Goldblum, Harvey Keitel, Jude Law, Bill Murray, Edward Norton, Saoirse Ronan, Jason Schwartzman, Léa Seydoux, Tilda Swinton, Owen Wilson et Tony Revolori
- Florida Film Critics Circle Awards 2014 : Meilleure distribution pour The Grand Budapest Hotel
- Southeastern Film Critics Association Awards 2014 : Meilleure distribution pour The Grand Budapest Hotel

- Central Ohio Film Critics Association Awards 2015 : Meilleure distribution pour The Grand Budapest Hote et Tony Revolori

### Nominations
- Oscars 2001 : Meilleur acteur pour In the Bedroom

- British Academy Film Awards 2002 : Meilleur acteur pour Michael Clayton
- Chicago Film Critics Association Awards 2007 : Meilleur acteur dans un second rôle pour Michael Clayton
- Dallas-Fort Worth Film Critics Association Awards 2007 : Meilleur acteur dans un second rôle pour Michael Clayton

- British Academy Film Awards 2008 : Meilleur acteur dans un second rôle pour Michael Clayton
- Critics' Choice Movie Awards 2008 : Meilleur acteur dans un second rôle pour Michael Clayton
- Oscars 2008 : Meilleur acteur dans un second rôle pour Michael Clayton

## Voix francophones

### En France
| - Philippe Catoire dans : - The Full Monty - Batman Begins - The Green Hornet - Indian Palace - The Grand Budapest Hotel - Selma - Snowden - Titan - Burden - The Catcher Was a Spy - SAS: Rise of the Black Swan - Jean-Yves Chatelais (*1953 - 2018) dans : - La Jeune Fille à la perle - La Séductrice - Walkyrie - Duplicity - L'Affaire Rachel Singer - Mission impossible : Protocole Fantôme - Lone Ranger : Naissance d'un héros - Dangerous People - Claude Giraud (*1936 - 2020) dans : - Suspect numéro 1 (série télévisée) - Le Chevalier Black | - Georges Claisse (*1941 - 2021) dans : - Chevauchée avec le diable - Eternal Sunshine of the Spotless Mind - Thierry Hancisse dans : - Mr Ripley et les Ombres - Michael Clayton Et aussi - Joseph Falcucci (*1940 - 2000) dans Le Journal d'Anne Frank (téléfilm) - Georges Berthomieu (*1933 - 2005) dans L'Ombre et la Proie - Benoît Allemane (*1942 - 2025) dans Smilla - Patrick Préjean dans Shakespeare in Love - Michel Le Royer (*1932 - 2022) dans The Patriot - Michel Fortin (*1937 - 2011) dans Si seulement... - Pierre Santini dans Stage Beauty - Patrick Floersheim (*1944 - 2016) dans Le Rêve de Cassandre - Richard Leblond (*1944 - 2018) dans RocknRolla - Hervé Pierre dans The Ghost Writer - Jean-Bernard Guillard dans The Samaritan - Frédéric Cerdal dans Le Procès du siècle |

### Au Québec
| - Guy Nadon dans : - Une Femme Honorable - À livre ouvert - Michael Clayton - Duplicité - Mission: Impossible - protocole fantôme - The Lone Ranger : Le Justicier masqué - Vincent Davy (*1940 - 2021) dans : - Sans Issue - Du soleil plein la tête - Rock et Escrocs - Les Kennedy (mini-série) - Affaires non classées - Jean-Marie Moncelet dans : - Le Chevalier Noir - Batman: Le Commencement - Déni | - André Montmorency (*1939 - 2016) dans : - Ernest ou l'Importance d'Être Constant - Le Dernier Baiser - Claude Préfontaine (*1933 - 2013) dans : - Heure Limite - Belle de Scène et aussi - Hubert Gagnon (*1947 - 2020) dans Le Prêtre - Claude Prégent dans Le Frelon Vert - Sylvain Hétu dans Honnêtes citoyens - Marc Bellier dans Un choix - Denis Mercier dans Snowden |

### En Belgique
- Robert Guilmard dans :
  - Separate Lies
  - Last Kiss
  - Le Merveilleux Jardin secret de Bella Brown
- Daniel Nicodème dans 
  - Belle
  - Jet Lag[6]
- Patrick Descamps dans Un choix